# Ernst Brydolf
Ernst Gustaf Sigfrid Brydolf, född 3 oktober 1902 i Kumla, död 23 mars 1969 i Vaksala församling, Uppsala län, var en svensk litteraturvetare och lektor. Han var son till Knut Brydolf.
Efter studentexamen i Eskilstuna 1921 blev Brydolf filosofie kandidat vid Stockholms högskola 1926, filosofie magister 1932, filosofie licentiat 1935 och filosofie doktor 1943. Han var e.o. adjunkt vid olika läroanstalter 1927–1937, adjunkt vid högre allmänna läroverket för flickor i Stockholm 1937–1945, lektor vid Försvarets läroverk från 1945 och bibliotekarie där från 1946. Han skrev Den femfotade jambens rytm (1930), Sverige och Runeberg 1830–1848 (doktorsavhandling 1943) och artiklar i vetenskapliga tidskrifter. Ernst Brydolf är begravd på Uppsala gamla kyrkogård.